# Devin Dawson
Devin Dawson Durrett (* 30. Januar 1989 in Orangevale, Kalifornien) ist ein US-amerikanischer Countrysänger.

## Biografie
Devin Dawson wuchs in Kalifornien auf und war schon während der Schulzeit musikalisch aktiv. Mit 23 Jahren ging er nach Nashville und schaffte als Songwriter den Einstieg ins Musikgeschäft. Unter anderem war er Koautor von Blake Sheltons Nummer-eins-Countryhit God’s Country. Mitte der 2010er Jahre machte er mit einem Mix von Songs von Taylor Swift, die er im Internet veröffentlicht hatte. Daraufhin kam ein Plattenvertrag mit Warner zustande und mit Jay Joyce wurde ein renommierter Produzent gefunden, mit dem er zusammenarbeitete.
Ende 2017 veröffentlichte er seine erste Single All on Me, mit der er sofort den Durchbruch schaffte. Das Lied wurde ein Radiohit und kam in die Top 10 der Country- und Platz 52 der offiziellen Singlecharts. Für den Erfolg bekam er eine Platinauszeichnung. Bereits kurz darauf im Januar 2018 folgte das Debütalbum Dark Horse. Es kam ebenfalls in die Top 10 der Countrycharts und erreichte in den Billboard 200 Platz 50.
Danach wurde es etwas ruhiger um ihn, erst 2020 meldete er sich als Gastsänger beim Hit One Beer von Michael Hardy zurück. Im Jahr darauf folgte mit der EP The Pink Slip seine nächste eigene Veröffentlichung.

## Diskografie
Alben
- 2018: Dark Horse
- 2021: The Pink Slip (EP)

Lieder
- 2017: All on Me
- 2018: Asking for a Friend
- 2018: Dark Horse